# Dekle z rožmarinom
Dekle z rožmarinom je drama Cvetka Golarja. Izšla je leta 1925 v Ljubljani. Ob uprizoritvi v Ljubljanski Drami je bila deležna negativnih kritik s strani mlajše generacije, Srečka Kosovela, Tineta Debeljaka in Cirila Debevca. Prvotno je bila naslovljena Zapeljivka.

## Zgodba
Glavno vlogo ima Lenka, lahkoživa šivilja z nezakonskim otrokom. Zapeljuje mladega neizkušenega gospodarja Mirtovega Pavla, da bi se polastila njegovega grunta, hkrati pa vzdržuje razmerje z drugimi. Pavletova teta Jera hoče nečaku vsiliti bogato nevesto od drugod, toda nečaku naivna Meta s Posavja ni všeč. Obe ženski najameta dninarja Tomaža, da bi jima spravil nasprotnico s poti. Ta rajši ubije Pavleta, da bi se oženil z Jero in se polastil njegovega premoženja. Posebej kruto je predstavljeno Lenkino razmerje do sina Urhca, ki zaman pričakuje njene ljubezni. Otroka se usmilita kmet Gontar in njegova žena Mina.